# L'assedio di fuoco
L'assedio di fuoco (Riding Shotgun) è un film western del 1954 diretto da André De Toth.

## Trama
La guardia di diligenza Larry Delong cade nell'imboscata di un gruppo di fuorilegge, in combutta con un uomo che lo stesso Larry sta cercando, Dan Marady, che ha ucciso sua sorella e il nipote. Larry aveva riconosciuto la pistola di Marady ed era caduto nel tranello quando aveva inseguito l'uomo che aveva portato con sé quell'arma, dicendo che il suo proprietario era in fin di vita dopo un incidente a cavallo. Larry viene legato e lasciato morire di sete, ma, fuggendo, i suoi aguzzini dimenticano per terra la pistola di Larry e, inavvertitamente, perdono quella di Marady. Larry si libera e s'impadronisce di entrambe le pistole. Una volta tornato alla cittadina di Deep Water, però, praticamente l'intero paese lo crede complice dei banditi e coinvolto nell'agguato in cui il guidatore della diligenza è rimasto ucciso.
Nessun abitante del villaggio, fatta eccezione per Orissa Flynn, la sua fidanzata, e per Doc Winkler, presta attenzione ai suoi avvertimenti, quando sostiene che gli uomini di Marady giungeranno in città per effettuare una rapina nella casa da gioco di proprietà del padre di Orissa, e Delong è costretto a rifugiarsi in una rimessa, dove aveva cercato di acquistare un cavallo per mettersi sulle tracce dello sceriffo, corso a inseguire i responsabili dell'assalto alla diligenza. Una folla si riunisce con l'intento di linciarlo, e solo l'intervento del vicesceriffo Tub Murphy evita di peggiorare ulteriormente la situazione.
Nel frattempo, gli uomini di Marady assaltano la sala da gioco, approfittando della distrazione dell'intero villaggio. Delong riesce a fuggire attraverso un sottotetto e a sabotare la fuga della banda. Una sparatoria ha luogo, durante la quale Marady, convintosi che Delong abbia esaurito le munizioni, è colpito a morte. Infatti la pistola di Larry aveva sparato tutti i proiettili in canna, come Marady aveva ben calcolato, ma questi non poteva sapere che Delong aveva con sé pure il revolver del suo nemico. Marady è per l'appunto ucciso dalla sua stessa pistola.

## Produzione
Il film, diretto da André De Toth su una sceneggiatura di Thomas W. Blackburn con il soggetto di Kenneth Perkins, fu prodotto da Ted Sherdeman per la Warner Bros. Pictures e girato nel Bell Ranch a Santa Susana e nel Warner Ranch a Calabasas in California.

## Distribuzione
Il film fu distribuito negli Stati Uniti dal 1º aprile 1954 al cinema dalla Warner Bros.
Alcune delle uscite internazionali sono state:
- in Finlandia il 6 gennaio 1955 (Takaa-ajo halki Lännen)
- in Francia il 16 marzo 1955 (Le cavalier traqué)
- in Danimarca il 9 maggio 1955 (De lovløses overmand)
- in Svezia il 23 maggio 1955 (Hämndens väg)
- in Germania Ovest il 30 settembre 1955 (Dieser Mann weiß zuviel)
- in Austria nel novembre del 1955 (Dieser Mann weiß zuviel)
- in Giappone il 6 marzo 1957
- in Portogallo (Assalto à Diligência)
- in Spagna (El vigilante de la diligencia)
- in Grecia (Exi ores agonias)
- in Italia (L'assedio di fuoco)